# میل -۲۴

کشورهای استفاده‌کننده به رنگ آبی و استفاده‌کننده‌های قبلی قرمز

میل-۲۴ (به روسی: Миль Ми-۲۴) (نام‌گذاری ناتو: Hind) گونه‌ای بالگرد تهاجمی سنگین روسی است. میل-۲۴ علاوه بر آن‌که به چندین تیربار و جایگاه‌های حمل راکت و موشک مجهز است، ظرفیت حمل ۸ سرباز مسلح را هم داراست و در واقع یک بالگرد ترابری نیز محسوب می‌شود و از این نظر قابل مقایسه با هیچ بالگرد جنگنده دیگری نیست. این بالگرد زره‌پوش دوموتوره در شرکت میل طراحی شده و از سال ۱۹۷۲ مورد استفادهٔ اتحاد جماهیر شوروی و وارثان آن و بیش از ۳۰ کشور دیگر جهان قرار گرفته‌است.
خلبانان شوروی به این بالگرد لقب «تانک پرنده» را داده‌اند. لقبی که به قدرت آتش فوق‌العاده بالا، و استقامت و حفاظت زرهی مناسب این بالگرد اشاره دارد. مدل‌های صادراتی میل-۲۴ از قابلیت‌های کمتری نسبت به مدل‌های مورد استفادهٔ شوروی و هم‌پیمانان نزدیک شوروی برخوردارند. مدل‌های میل-۲۵ و میل-۳۵ نسخه‌های صادراتی آن است.

## طراحی و توسعه

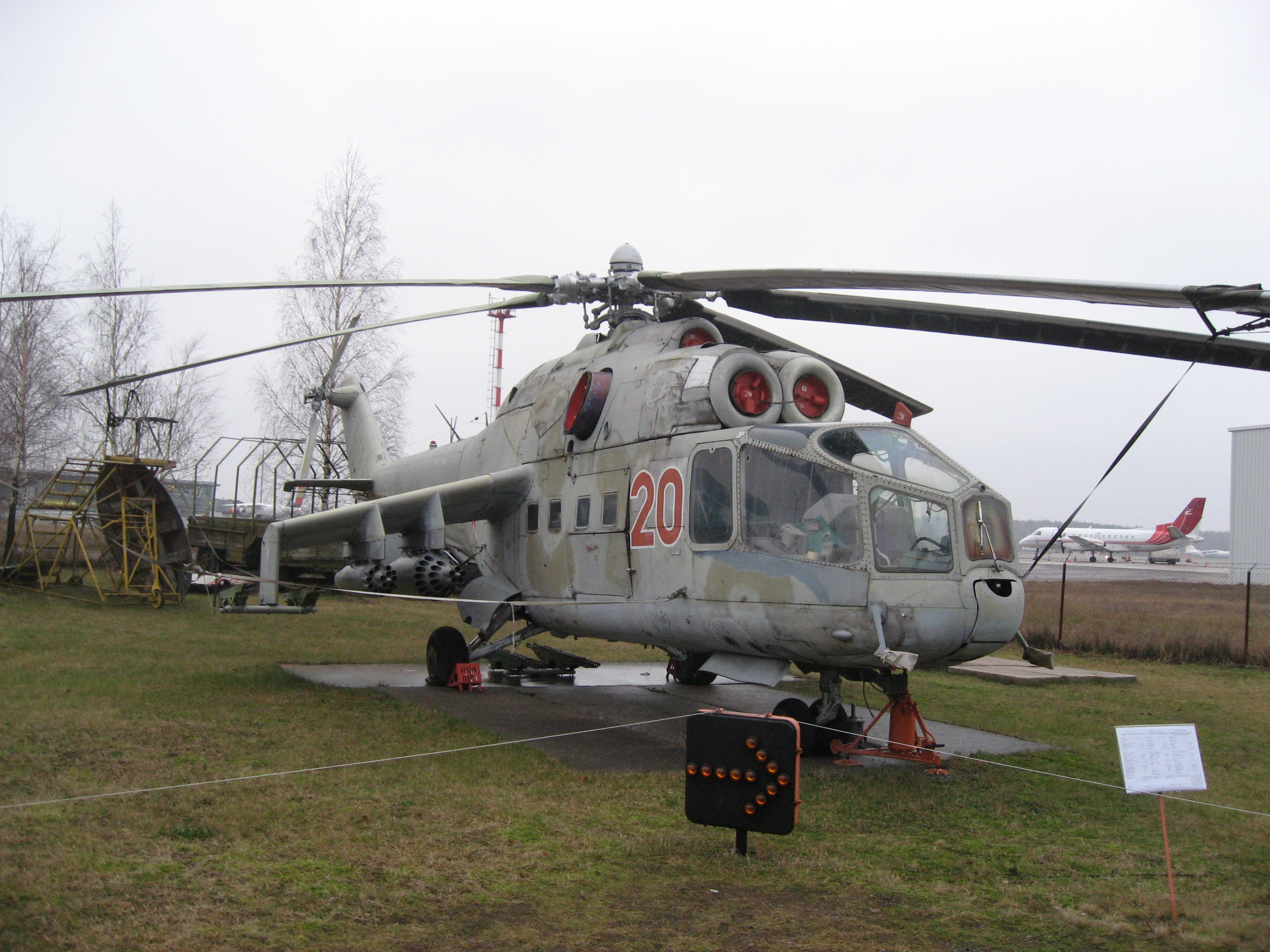
میل-۲۴آ

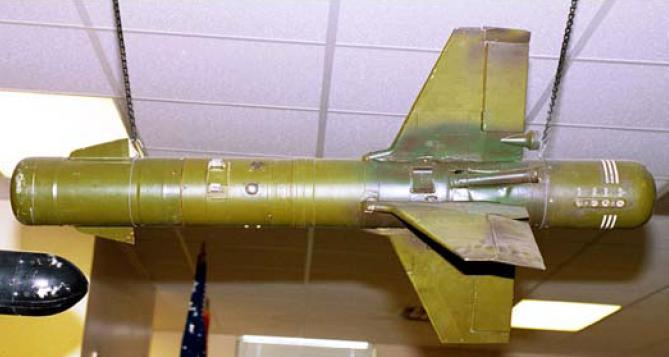
موشک ضدتانک فلانگا

در اوایل دههٔ ۱۹۶۰ برای طراح شرکت میل، میخائیل میل، این موضوع روشن شده بود که وسایل جنگی پرنده حامل پیاده‌نظام در آینده روند پیشرفت در میدان جنگ خواهند بود، وسیله‌ای که هم توانایی آتش پشتیبانی و هم انجام مأموریت‌های حمل ونقل پیاده‌نظام را بتواند انجام دهد. اولین بار میخائیل میل از این ایده که در اندازه یک مدل واقعی ساخته شده بود در سال ۱۹۶۶ در وزارت هواپیماسازی جایی که سر طراح آن بود پرده‌برداری کرد که این مدل به نام وی-۲۴ بر پایهٔ یک مدل دیگر (وی ۲۲) که هیچ‌گاه پرواز نکرد طراحی شده بود. وی-۲۴ یک قسمت برای حمل ۸ سرباز داشت که پشت به پشت هم می‌نشستند و همچنین یک ست بال کوچک که در بالای قسمت عقب جایگاه حمل سربازان قرار داشت که توانایی حمل بیشتر از ۶ راکت را داشت و همچنین یک توپ خودکار دولول GSh-23L cannon که در قسمت دماغه نصب می‌شد.
میل طرح خود را با سرفرماندهی نیروهای مسلح شوروی مطرح کرد و در حالی که حمایت گروهی از استراتژیست‌ها رو جلب کرده بود این طرح با مخالفت شماری از اعضای ارشدتر وزارت دفاع که عقیده داشتند سلاح‌های سنتی بهتر از طرح‌های جدید هستند روبرو شد. میل طرح خود را با وزیر دفاع آن زمان آندری گرچکو مطرح کرد تا این طرح را با یک هیئت کارشناسی مورد بررسی قرار دهند. وقتی نظرات کارشناسان با هم جمع شد در نهایت، پیشنهاد طراحی یک بالگرد برای پشتیبانی میدان جنگ داده شد. با توجه به نمایش عملکرد و پیشرفت بالگردهای تهاجمی آمریکا در طول جنگ ویتنام، دکترین شوروی به سمت حمایت از داشتن بالگردهای مسلح تغییر کرده بود، که تأثیر مثبتی بر حرکت روبه‌جلو در طراحی میل-۲۴ داشت.
طراحان میل دو نمونه در اندازهٔ واقعی طراحی کردند: یک طرح یک‌موتوره به وزن ۷ تن و دیگری طرحی دوموتوره به وزن ۱۰٫۵ تن که هر دو از موتور توربوشفت ۱۷۰۰ اسب بخار ایزوتوو تی‌وی ۳ استفاده می‌کردند. طرح موتور دوقلوی میل بعدها به‌عنوان طرح مورد علاقه در بالگردهای نظامی درآمد. بعدها تغییرات بسیاری در طرح میل ایجاد شد که از جمله نصب توپ سنگین ۲۳ میلی‌متری که به‌صورت چرخشی شلیک می‌کرد در زیر جایگاه افسر جنگ‌افزار و همچنین استفاده از موشک‌های ضدتانک فلانگا.
کار مفصل طراحی در اوت سال ۱۹۶۸ با رمز کد زرد ۲۴ آغاز شد. طرح کامل در اندازه واقعی در فوریهٔ سال ۱۹۶۹ ساخته مورد بررسی و موافقت قرار گرفت. تست پروازی در ۱۵ سپتامبر همان سال در حالت ایستا و چهار روز بعد اولین پرواز کامل انجام شد. در ۳۱ ژانویهٔ ۱۹۷۰ میخائیل میل درگذشت اما طرح با کمک همکاران او ادامه پیدا کرد. موافقت کامل عملکرد طرح در ژوئن ۱۹۷۰ انجام شد و برای ۱۸ ماه طرح در حال گذراندن تست‌های پروازی بود. تغییرات انجام‌شده باعث استحکام ساختار و کم کردن ارتعاشات طرح شد، برای رسیدن به سرعت بیشتر، بال‌ها با زاویه بر روی بدنه نصب شدند، موشک‌های ضدتانک فلانگا از بدنه به نوک بال‌های حامل تسلیحات منتقل شدند، پروانهٔ دم از سمت راست به چپ منتقل شد و سمت چرخش آن از رو به جلو به رو به عقب تغییر کرد که باعث استحکام پروازی طرح می‌شد.
تغییرات بسیار برای رساندن به مرحله تولید تا اواخر سال ۱۹۷۰ انجام شد تا در نهایت مدل آ میل-۲۴ ساخته شد و سال بعد نیز به انجام تستهای جنگ‌افزارها و سامانه‌های مربوط به کابین میل-۲۴کی شامل بزرگ‌تر شدن کابین، جدا کردن خلبان و مسئول جنگ‌افزار از کنار هم به پشت سر هم (مسئول جنگ‌افزار در جلو و خلبان در کابین عقب) قرار دادن سایت جدید نشانه‌روی برای بهبود شلیک با توپ اصلی. در نهایت میل-۲۴ به‌طور رسمی در سال ۱۹۷۲ وارد ارتش شوروی شد.
مدل آ و بی دارای کابین یکپارچه است که بعدها و از مدل دی به بعد دماغهٔ میل دوباره طراحی شد و کابین خلبان و مسئول جنگ‌افزار کاملاً از هم جدا شدند و به شکل حبابی به‌صورت پشت سر هم ساخته شدند. هر کدام از بال‌ها دارای سه جایگاه حمل تسلیحات هست که شامل غلاف موشک‌های غیر هدایت‌شونده، بمب و موشک هدایت‌شونده ضدتانک است. در سال ۱۹۷۵ موشک‌های فلانگا با موشک‌های جدید ضدتانک اشتورم (9K114 Shturm) جایگزین شدند.
بدنهٔ میل-۲۴ می‌تواند از سرنشینان خود در برابر گلوله‌های ۱۲/۷ میلی‌متری محافظت کند، همین‌طور پره‌های ۵ پر ساخته‌شده از تیتانیم نیز در مقابل گلوله‌های ۱۲/۷ میلی‌متری مقاوم هستند. کابین میل در برابر جنگ‌افزارهای میکروبی و شیمیایی مقاوم است.
این بالگرد در نمونه‌های مختلف و برای رسیدن به اهداف گوناگون به‌مدت ۲۰ سال در کارخانه‌های واقع در شهر «ارسنبوی» و روستوف روسیه به‌شمار ۲۳۰۰ فروند ساخته شدند. در سال ۱۹۹۲ تولید و مونتاژ این بالگردها متوقف شد. این بالگردها به آهستگی از ارتش روسیه کنار گذاشته و بالگردهای کاموف-۵۰، میل-۲۸ و کاموف-۶۰ جایگزین آن‌ها می‌شوند.

## خصوصیات پروازی

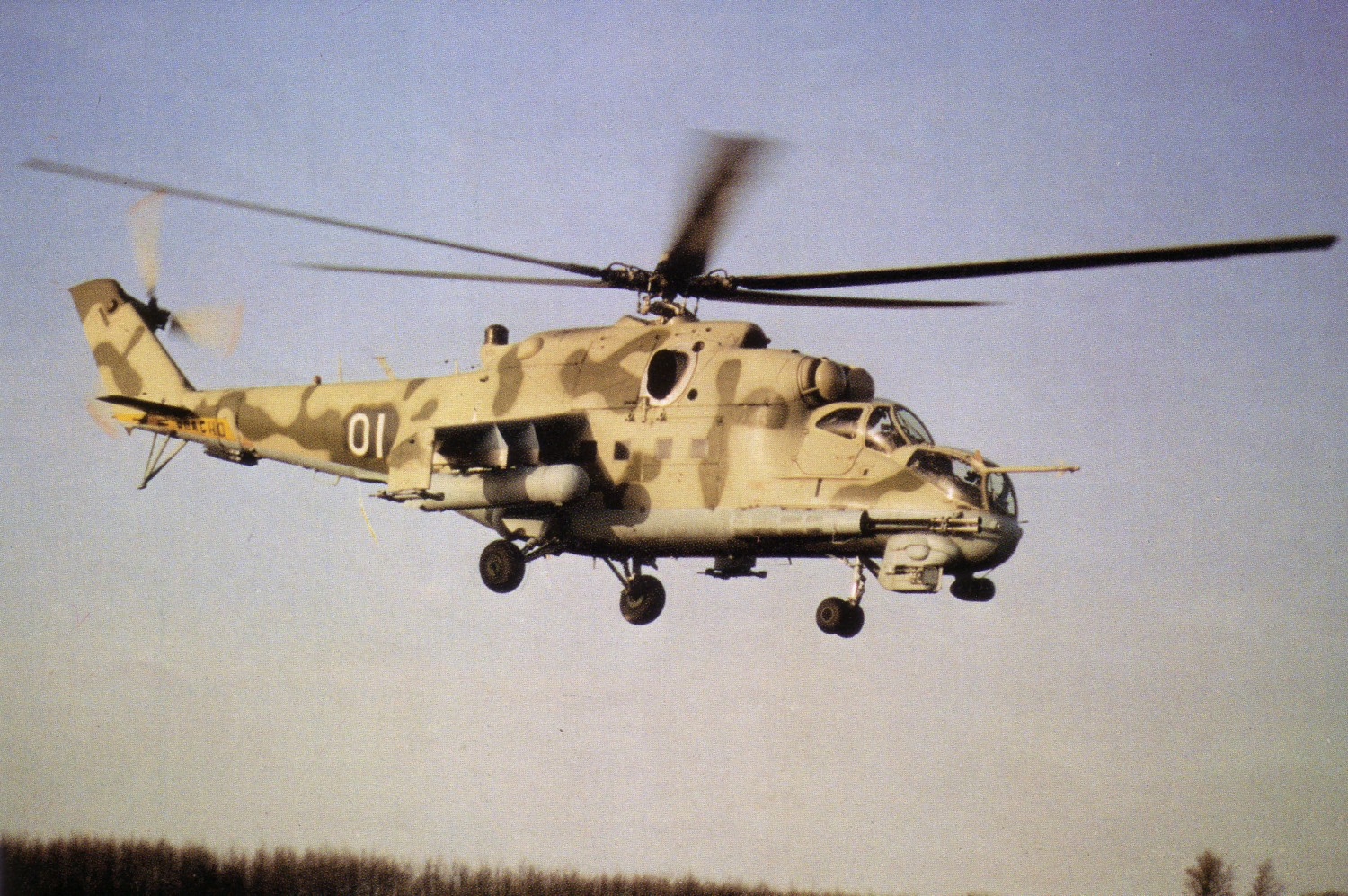
میل-۲۴پی

در طراحی میل به عامل سرعت بسیار توجه شده بود و در ۱۳ اوت ۱۹۷۵ میل-۲۴ توانست رکورد سرعت ۳۳۲٫۶۵ کیلومتر در ساعت را به‌نام خود ثبت کند. در ۲۱ سپتامبر ۱۹۷۸ میل-۲۴ رکورد قبلی خود را با رسیدن به سرعت ۳۶۸٫۴ کیلومتر در ساعت شکست که این رکورد در سال۱۹۸۶ به‌وسیلهٔ بالگرد لینکس انگلیسی شکسته شد.

## تاریخچهٔ عملیاتی

### درگیری چاد و لیبی (۱۹۷۸–۱۹۸۷)
نیروی هوایی لیبی از بالگردهای میل-۲۴ای و میل-۲۵ در طول مداخلات متعدد خود در جنگ داخلی چاد استفاده می‌کرد. بالگردهای میل-۲۴ برای اولین بار در اکتبر ۱۹۸۰ در نبرد انجامنا استفاده شدند، جایی که آنها به نیروهای مسلح خلق کمک کردند تا پایتخت را تصرف کنند.
در مارس ۱۹۸۷، نیروهای مسلح شمال، که با آمریکا و فرانسه ارتباط داشتند، یک پایگاه نیروی هوایی لیبی در Ouadi-Doum در شمال چاد را تصرف کردند. سه فروند میل-۲۵ در میان هواگردهایی بودند که در این حمله به‌دست آنها افتاد. این بالگردها به فرانسه تحویل داده شد و فرانسه هم یک فروند میل-۲۵ به بریتانیا و یکی به آمریکا فرستاد.

### جنگ ایران و عراق

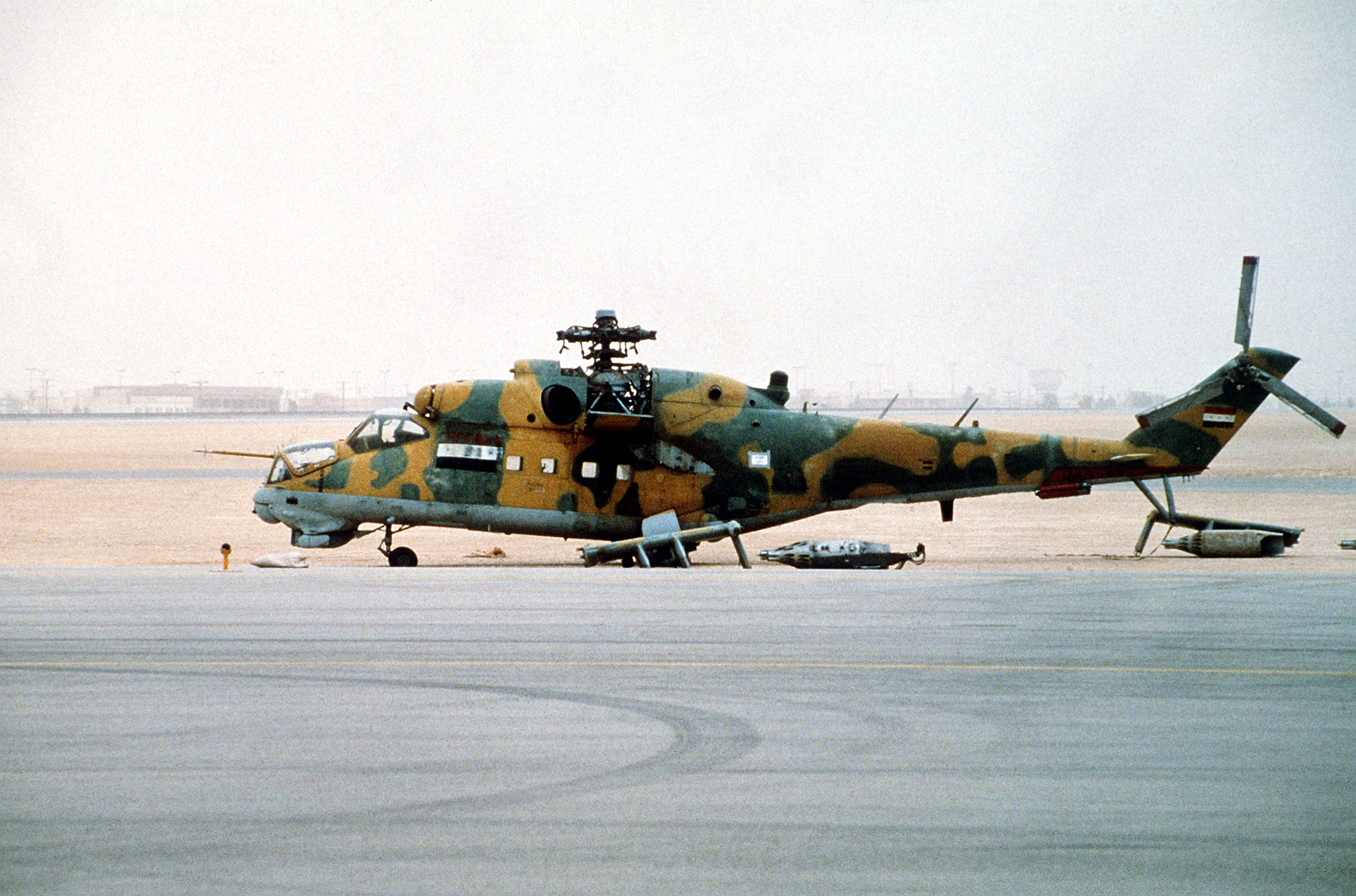
میل-۲۵ عراقی

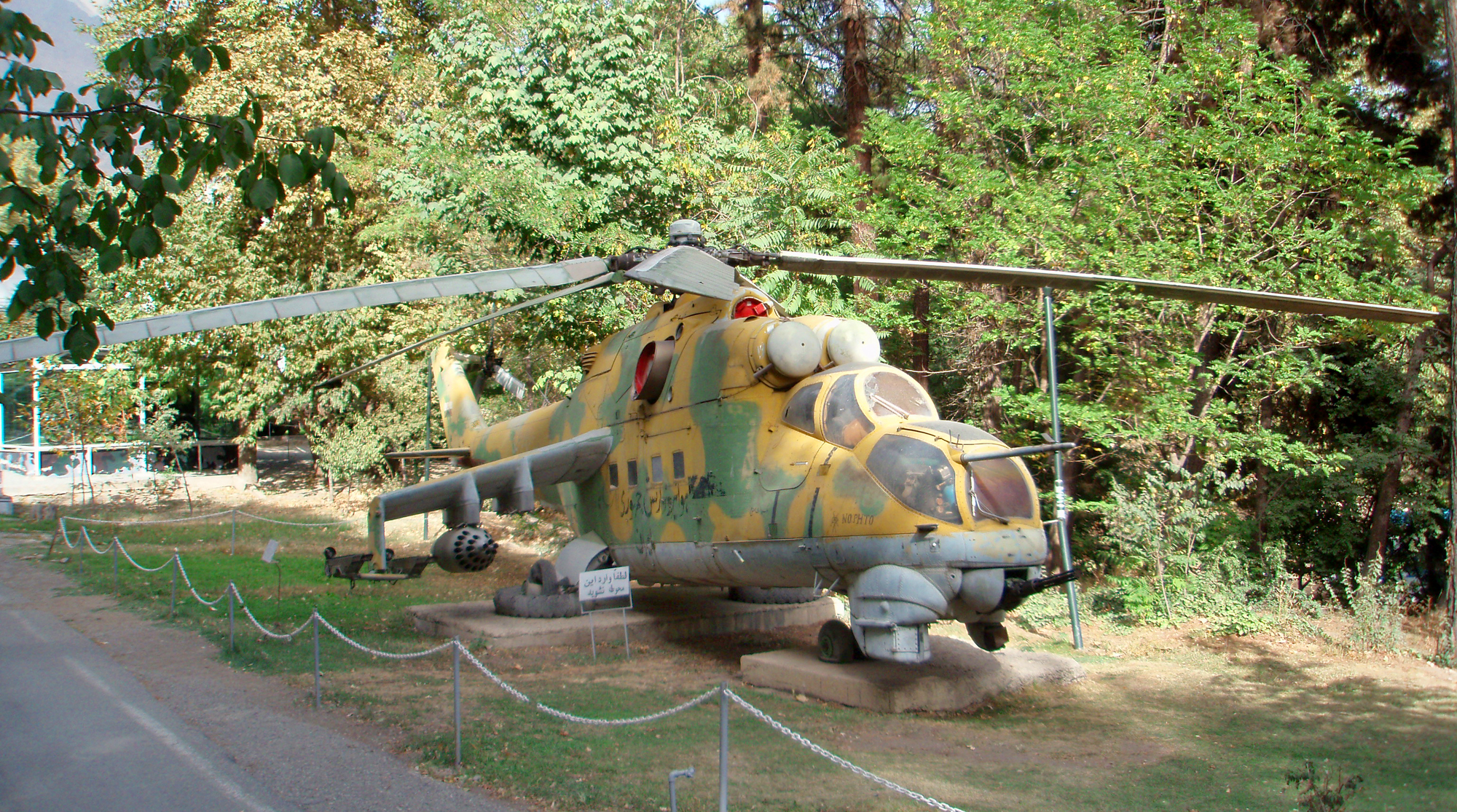
یک فروند میل-۲۵ که در خرداد ۱۳۶۱ در عملیات بیت‌المقدس به غنیمت هوانیروز ایران درآمد و مدتی در محوطه موزه نظامی کاخ سعدآباد به نمایش گذاشته شد.

عراق در سال ۱۹۷۷ برای نخستین بار ۱۲ فروند میل-۲۵ (مدل صادراتی میل-۲۴) را سفارش داده بود که تا پیش از شروع جنگ با ایران هشت فروند آن به ارتش عراق تحویل شده و یکی از آن‌ها ۱۵ روز قبل از شروع رسمی جنگ توسط یک اف-۱۴ ایرانی سرنگون شده بود. در طول جنگ هشت‌ساله عراقی‌ها در چندین سفارش جداگانه شمار بیشتری میل-۲۵ را سفارش دادند. هرچند روس‌ها در تحویل این بالگردها به عراق بسیار کند عمل می‌کردند چون خودشان نیاز مبرمی به میل‌های بیشتر برای حمایت از نیروهای خود در جنگ افغانستان داشتند. در تابستان سال ۱۳۶۱ وقتی که جنگ ایران و عراق به اوج خود رسید حدود ۲۰ بالگرد میل-۲۵ در عراق فعال بود. این بالگردها در اختیار یکی از واحدهای هوانیروز عراق قرار داشت که از تواناترین و وفادارترین خلبانان به حکومت تشکیل می‌شد. این واقعیت که همواره دو فروند از این بالگردهای جنگنده در نزدیکی بغداد مستقر بودند و تحرکات رهبران ارشد عراق را زیر نظر داشتند از اعتماد نظام سیاسی عراق به خلبانان این واحد حکایت دارد.
عراقی‌ها هیچگاه میل-۲۵ را یک بالگرد «ضد تانک» واقعی نمی‌دانستند بلکه ترجیح می‌دادند از آن به عنوان بالگرد جنگیِ ترابری استفاده کنند. به همین جهت آن‌ها هیچوقت به موشک‌های ضدتانک پیشرفته روسی یعنی آتی-۶ مسلح نشدند و در واقع اصلاً این موشک در طول جنگ با ایران به عراق فروخته نشد. میل‌ها حتی به موشک‌های ای‌تی-۴ هم مجهز نشدند، البته عراقی‌ها تمایل به استفاده از این موشک داشتند اما آتش عقبه شدید این موشک و این نکته که بالگردهای میل-۲۵ عراقی (و همین‌طور میل-۸ها) سیستم دید تثبیت‌شده‌ای برای توپچی بالگرد نداشتند باعث شد تا در تمام طول جنگ موشک‌های کند و ضعیف و منسوخ ای‌تی-۲ تنها سلاح هدایت شونده میل-۲۵های عراقی باشد و البته حتی همین موشک هم بسیار به ندرت بر روی میل-۲۵ها قرار می‌گرفت.
با این اوصاف طبیعی بود که وظیفه این بالگردها حمله به تانک‌های ایرانی نباشد. میل-۲۵ با قدرت آتش مهیب خود و زره مناسبی که از آن در میدان جنگ حفاظت می‌کرد، جنگ‌افزار مناسبی برای سرکوب پدافند هوایی و توپخانه ایرانی‌ها بود. مسلسل‌ها و راکت‌های متعدد و میزان قابل توجه مهماتی که این تانک‌های پرنده با خود حمل می‌کردند به آن‌ها قدرت وارد کردن خسارات شدید را به نیروهای زمینی ایران می‌بخشید. اما بالگرد تهاجمی دیگر عراقی‌ها یعنی غزال‌های فرانسوی مسلح به موشک هات بر عکس میل-۲۵ توانایی ضد تانک در خور توجهی داشتند. موشک‌های هات غزال‌ها مثل موشک‌های تاو کبراهای ایرانی از پس هر تانکی که رودرروی آن‌ها قرار می‌گرفت برمی‌آمدند. اما مشکل غزال‌ها این بود که محافظت زرهی کافی برای انجام عملیات در محیط پرخطر جنگی را نداشتند. غزال‌های سبک در واقع طرز تفکر اروپایی‌ها در مورد شیوه کاربرد بالگردها در نبردهای ضد تانک را به نمایش می‌گذاشتند و آسیب‌پذیری غزال‌ها در مقابل آتش پدافندی دشمن در طول این جنگ نادرستی این ایده را ثابت کرد. در تابستان ۱۳۶۱ عراقی‌ها از مستشاران نظامی آلمان شرقی دعوت کردند تا به آن‌ها برای کاربرد مؤثرتر بالگردهای میل-۲۵ کمک کنند. عراقی‌ها به توصیه این مستشاران تاکتیک ساده اما فوق‌العاده مؤثری را ترتیب دادند که در آن نقاط قوت هر دو نوع بالگرد با هم ترکیب شده بود. بر اساس این تاکتیک بالگردهای غزال و میل-۲۵ در گروه‌های شکارچی/قاتل به جنگ نیروهای دشمن می‌رفتند. ابتدا میل-۲۵های عظیم‌الجثه حمله را آغاز کرده و با آتش راکت‌های ۵۷ م‌م خود پدافند هوایی ایرانی‌ها را از کار می‌انداختند. سپس نوبت به غزال‌ها می‌رسید که از سردرگمی قوای ایرانی استفاده کرده و با موشک‌های هات خود تانک‌های ایرانی را یکی یکی از کار بیندازند. وقتی در سال ۱۳۶۱ در جنگ‌های میان شلمچه تا بصره سپاه پاسداران برای نخستین بار از تانک استفاده کرد این تاکتیک برای جلوگیری از پیشروی نیروهای ایرانی بسیار مؤثر واقع شد.
همچنین میل‌های ۲۵ و بالگردهای کبرای ایرانی در جنگ ایران و عراق، گسترده‌ترین جنگ بالگرد با بالگرد تاریخ نبردهای هوایی را به اجرا درآوردند. اولین نبرد در پاییز ۱۳۵۹ اتفاق افتاد که دو کبرای ایرانی با تسلیحات همراه خود دو میل-۲۵ را سرنگون کردند. جنگ کبراهای ایرانی با میل‌ها و غزال‌های عراقی در طول جنگ بارها تکرار شد.

### افغانستان

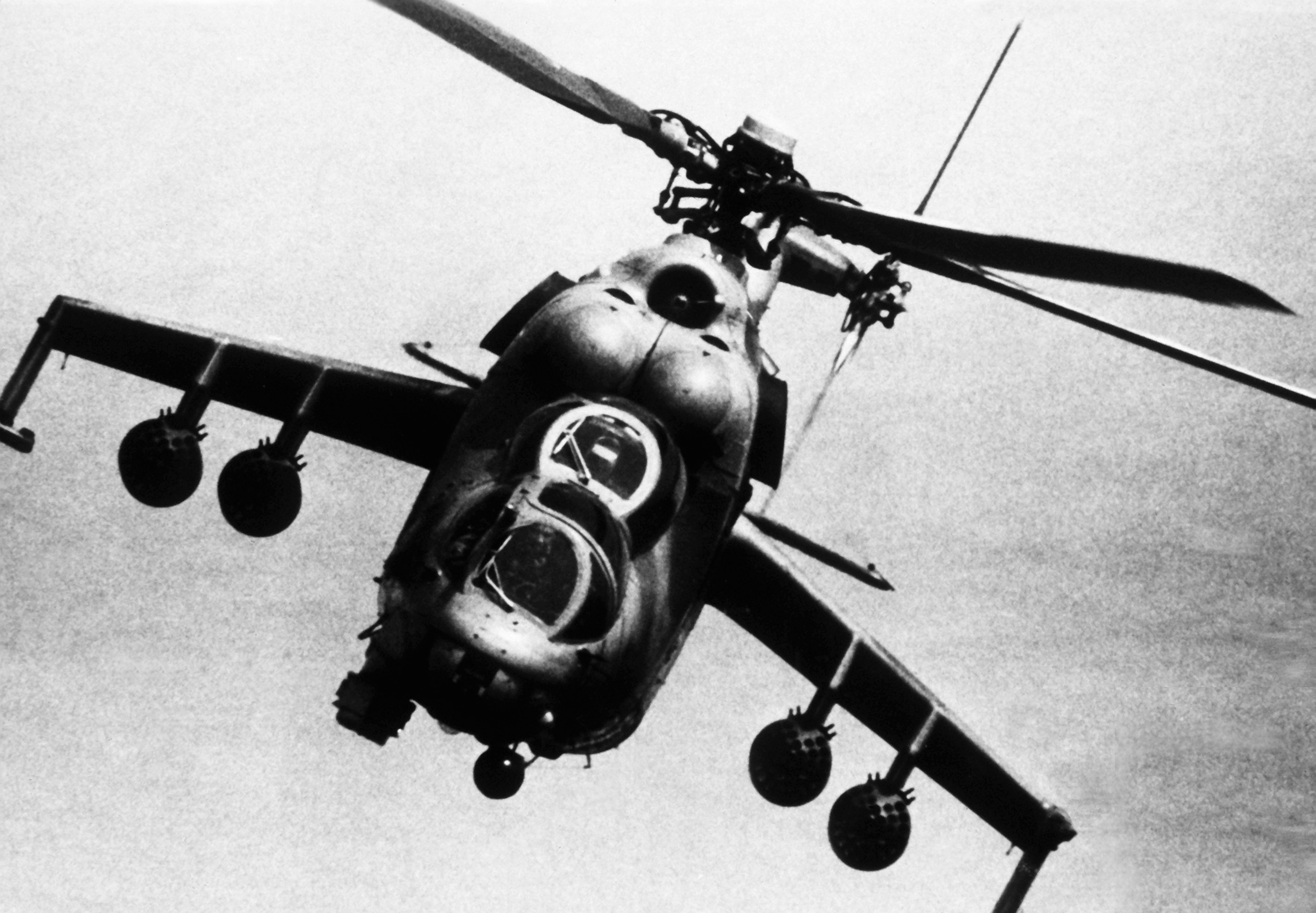
میل-۲۴ روسی در افغانستان

بالگردهای میل-۲۴ به‌طور گسترده‌ای در جنگ شوروی در افغانستان به پرواز درآمد. شوروی‌ها علاوه بر اینکه نیروهای خود را به این بالگرد مجهز کرده بودند شمار بسیاری میل-۲۴ هم در اختیار دولت جمهوری دمکراتیک افغانستان قرار دادند تا برای بمباران مواضع مجاهدین افغان از آن‌ها استفاده کنند. بر اساس یکی از منابع ۹۰ فروند میل-۲۴آ بین سال‌های ۱۹۸۰ تا ۸۲ و ۶۱ فروند میل-۲۴ دی بین سال‌های ۱۹۸۴ تا ۹۱ در اختیار ارتش افغانستان قرار گرفت. که البته این به‌جز بالگردهای ارتش شوروی بود که به افغانستان اعزام شده بود. هرچند خلبان‌های افغان آموزش خوبی دیده بودند اما مجاهدین هم جنگجویان خبره‌ای بودند و بسیاری از میل-۲۴ها را سرنگون ساختند. در ژوئیه ۱۹۷۹ (تابستان ۱۳۵۸) برای اولین بار یک میل-۲۴ در میدان نبرد سرنگون شد، اما اوضاع زمانی بسیار برای بالگردهای روسی خطرناک شد که آمریکایی‌ها موشک‌های گرمایابِ دوش‌پرتاب استینگر را در اختیار مجاهدین گذاشتند. میل-۲۴ و میل-۸های بزرگ با حرارت بسیاری که از موتورهایشان برمی‌خاست، هدفی نه چندان دشوار برای این موشک‌های پیشرفته و گران‌قیمت و در عین حال کوچک و سبک آمریکایی بودند.
مجاهدین که لطمات بسیاری را در طول جنگ از این بالگرد متحمل شدند، به میل-۲۴ لقب «ارابهٔ شیطان» را داده بودند. تانک‌های پرنده روسی به‌طور کلی در بین نیروهای زمینی بسیار محبوب بودند چون می‌توانستند در میدان نبرد باقی‌مانده و هرگاه که نیاز شد برای آن‌ها آتش حمایتی و پوششی را فراهم کنند در حالی‌که جت‌های ضربتی پرسرعت فقط مدت کوتاهی را در میدان نبرد باقی‌مانده و خیلی سریع بایستی به پایگاه برگشته و دوباره سوخت‌گیری می‌کردند.
سلاح مورد علاقه میل-۲۴ها راکت‌های ۸۰ میلی‌متری اس-۸ بود چون راکت‌های ۵۷ م‌م اس-۵ سبک‌تر از آن بود که بتواند تأثیر جدی داشته باشد. غلاف‌های تیربار دولول ۲۳ میلی‌متری که تیرباری کاملاً مشابه با توپ مسلسل ضدهوایی معروف زو-۲۳-۲ بود، هم از انتخاب‌های مورد علاقه میل-۲۴ها در جنگ افغانستان به‌شمار می‌رفت. معمولاً شماری راکت اضافی هم در داخل بالگرد حمل می‌شد تا پس از خالی شدن راکت‌ها بالگرد در میدان نبرد فرود آمده و سرنشینان آن دوباره پرتابگرهای راکتی را پر کنند. میل-۲۴ قادر به حمل ده عدد بمب آهنی ۱۰۰ کیلوگرمی هم بود که برای حمله به اردوگاه‌ها و سنگرها مناسب می‌نمود، اما برای اهداف مقاوم‌تر از چهار بمب ۲۵۰ یا دو بمب ۵۰۰ کیلویی استفاده می‌شد و در طول جنگ شماری از خلبان‌ها در رها کردن دقیق بمب بر روی هدف مهارت خاصی پیدا کرده بودند. در مواردی هم از بمب‌های انفجاری ترموبریک استفاده شد هرچند گاهی افسران بالگرد نمی‌توانستند به درستی مسافت ایمنی لازم را رعایت کنند و خودشان گرفتار موج انفجار وحشتناک این بمب‌ها می‌شدند.
تجربه نبرد نشان داد که حمل سربازان با استفاده از میل-۲۴ چه مشکلاتی را به همراه می‌آورد. وجود سربازان در داخل بالگرد یک نگرانی مضاعف را برای خلبان‌ها و مسئولان رزم بالگرد ایجاد می‌کرد و آن‌ها به‌طور کلی ترجیح می‌دادند با حداقل وزن پرواز کنند، به ویژه در عملیات‌هایی که در نقاط کوهستانی مرتفع افغانستان انجام می‌شد سبکی بالگرد اهمیت بسیاری داشت و به همین جهت در بیشتر اوقات زره کوپهٔ حمل سرباز میل-۲۴ برداشته می‌شد.
به‌طور کلی در جنگ افغانستان از میل-۸ برای حمل سربازان استفاده می‌شد و میل-۲۴ها آتش پشتیبان را برای آن‌ها فراهم می‌کردند. البته حضور یک تکنسین در داخل بخش حمل سرباز میل-۲۴ که یک تیربار سبک را هم در اختیار داشته باشد، امتیازاتی را برای بالگرد به همراه داشت. این تیربار روی پنجره بالگرد نصب می‌شد و گاهی هم دو تیربار در پنجره‌های دو طرف قرار می‌گرفتند تا تیربارچی بتواند بدون نیاز به برداشتن تیربار از سمتی به سمت دیگر برود. این کار باعث می‌شد تا بالگرد بتواند پشت سر خود را هم تا اندازه‌ای زیر نظر داشته باشد. البته باز هم بالگرد هیچ سلاحی برای درگیری با اهدافی که دقیقاً در سمت پشت آن قرار می‌گرفتند در اختیار نداشت، به همین جهت شرکت میل با نصب یک تیربار در قسمت پشت بدنه سعی کرد این ایراد را برطرف کند. اما این تجربه کاملاً ناموفق بود چون دسترسی به تیربار پشتی برای مسلسل‌چی بسیار مشکل بود، چرا که در یک فضای بسیار بسته و پر از دود خروجی موتور و غیرقابل تحمل قرار گرفته بود. به‌طوری‌که در یکی از نمایش‌های هوایی یک فرمانده چاق نیروی هوایی شوروی هنگام خزیدن به داخل این قسمت در آن گیر کرده بود.
میل-۲۴ها در افغانستان علاوه بر حفاظت از حملات هلی‌برد و تهیه آتش پشتیبان برای عملیات‌های زمینی وظایف دیگری مثل حفاظت از کاروان‌های نظامی با شلیک راکت‌های نیزه‌ای به محل‌های احتمالی کمین مجاهدین و همچنین اجرای حملات ضربتی به اهداف از پیش تعیین شده را هم بر عهده داشتند و گاهی هم با تشکیل گروه‌های شکارچی-قاتل به مواضع مجاهدین حمله‌ور می‌شدند. گروه‌های شکارچی-قاتل حداقل با دو بالگرد و معمولاً در گروه‌های چهار یا هشت بالگردی انجام می‌شد و در آن‌ها یک یا چند بالگرد حمله را آغاز کرده و دشمن را سردرگم می‌کردند تا بالگردهای دیگر اهداف ارزشمند دشمن را شکار کنند. مجاهدین پس از مدتی آموخته بودند که برای جلوگیری از حمله میل-۲۴ها در شب جابجا شوند و شوروی‌ها هم به افسران بالگردهای میل-۲۴ عملیات در شب را آموزش دادند. در عملیات‌های شبانه با شلیک منور اهداف احتمالی برای حمله روشن می‌شدند. این کار معمولاً باعث فرار سریع مجاهدین می‌شد.

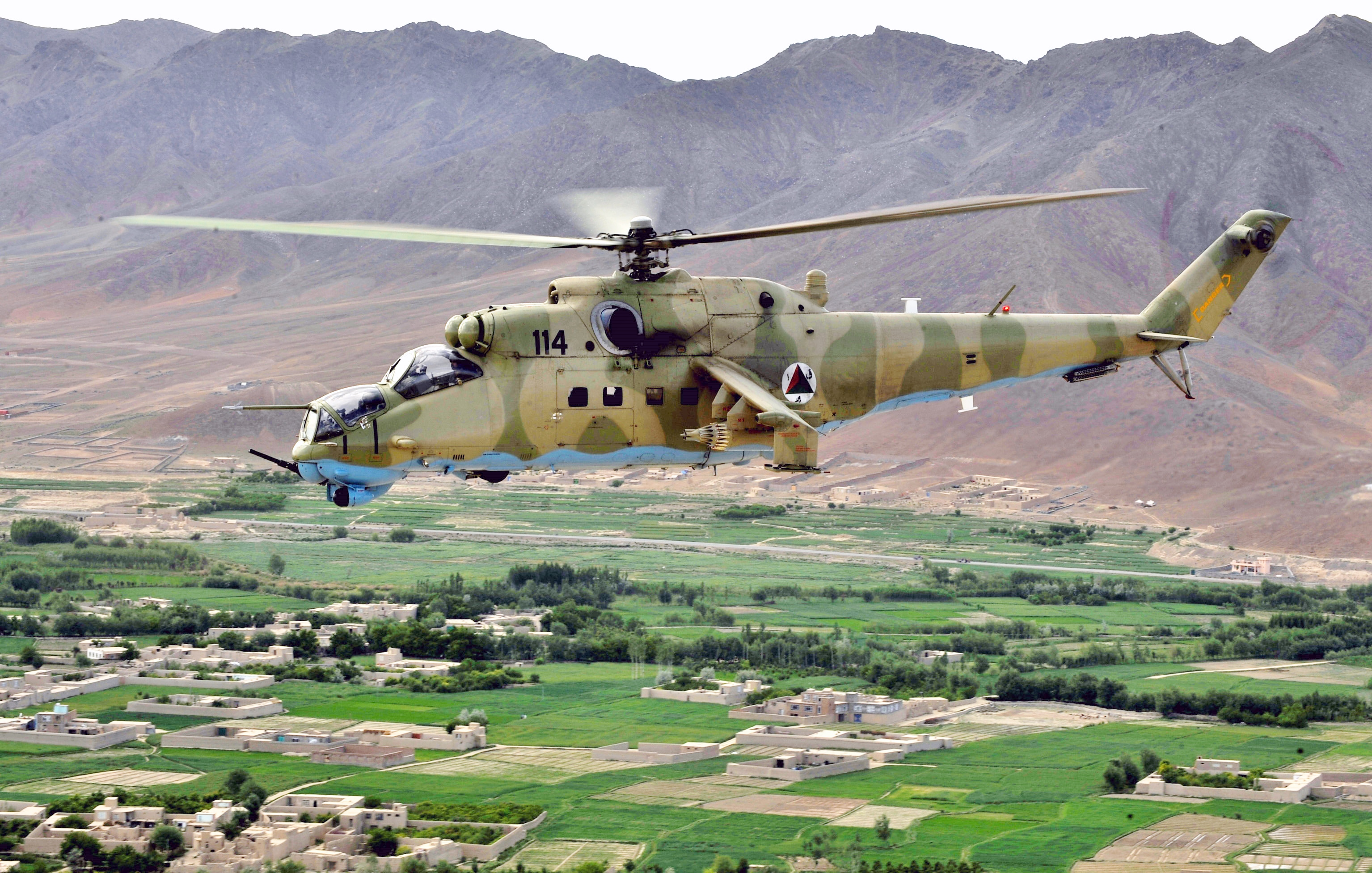
پرواز یک فروند میل-۳۵ ارتش افغانستان به خلبانی یک مستشار نظامی مجارستانی در بهار ۲۰۱۰

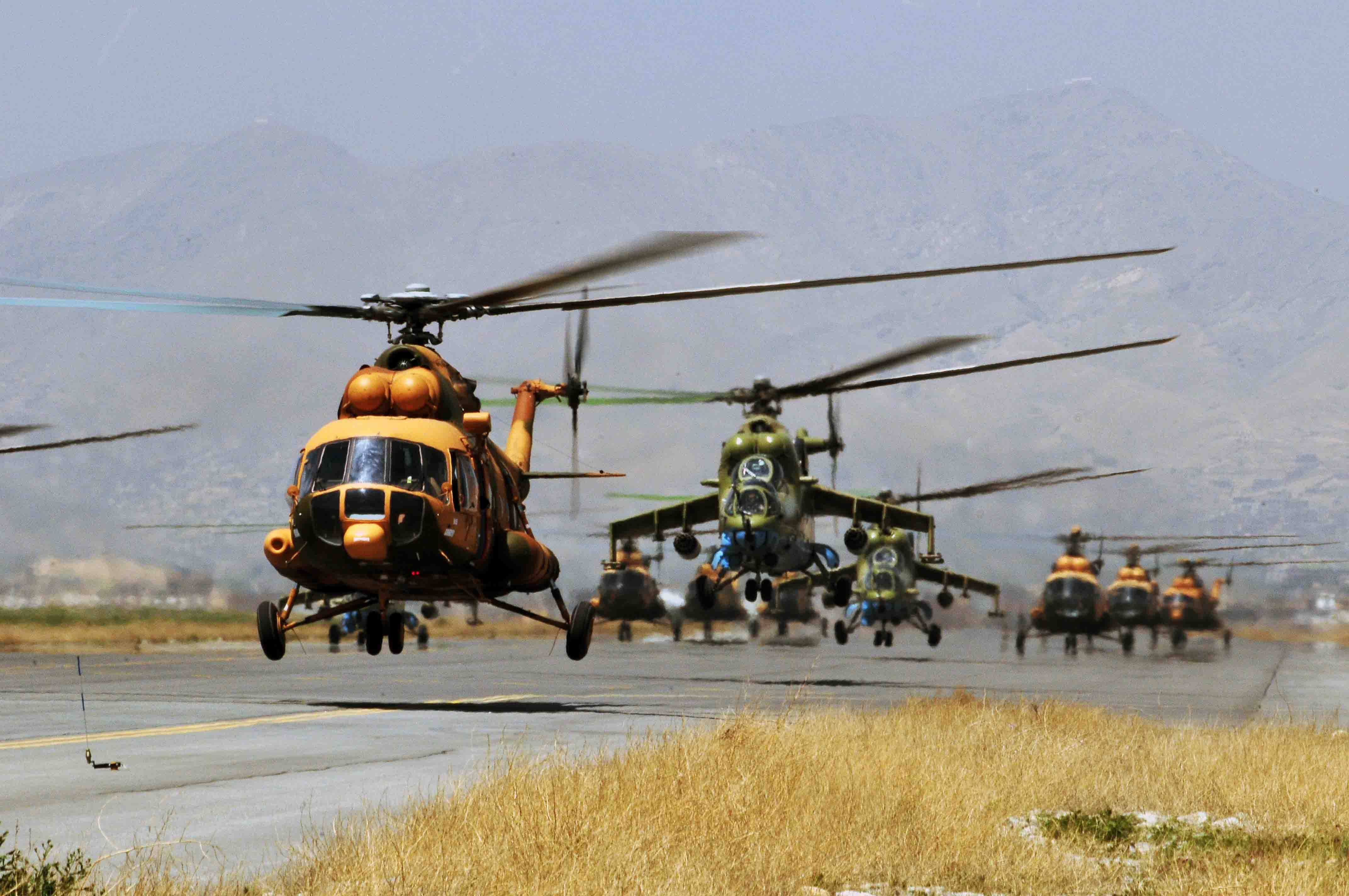
بالگردهای میل-۱۷ و میل-۳۵ در جشن روز پیروزی ۲۸ آوریل ۲۰۱۰ در کابل

بالگردهای میل-۲۴ باوجود مأموریت‌های موفقی که در جنگ افغانستان به اجرا درآوردند، خسارات بسیاری را هم متحمل شدند. محیط پر گرد و خاک و معمولاً گرم افغانستان به خودی خود محیط خشنی برای بالگردها و هواپیماها بود و به موتور هواگردها آسیب می‌رساند و آن‌ها را به‌سرعت فرسوده می‌کرد.
در ابتدای جنگ افغانستان تیربارها و توپ‌های ضدهوایی تنها سلاح‌های دفاعی مجاهدین در مقابل میل-۲۴ها و دیگر هواگردهای نیروهای مسلح شوروی و جمهوری دموکراتیک افغانستان بودند. البته سلاح‌های با کالیبر کمتر از ۲۳ میلی‌متر معمولاً صدمهٔ خاصی را به این بالگردهای زره‌پوش وارد نمی‌کردند. حتی شیشه‌های کابین خلبان میل-۲۴ هم به‌طور کامل در مقابل گلوله‌های ۱۲٫۷ م‌م (مثل گلوله تیربار دوشکا) مقاوم بود.
شورشیان افغان همچنین از سلاح‌های دوش‌پرتاب و گرمایاب ساخت شوروی مثل سام-۷ و همچنین اف‌آی‌ام-۴۳ ردآی آمریکایی هم بهره می‌بردند. آن‌ها این موشک‌های ضدهوایی سبک و کوتاه‌برد را از شوروی‌ها و دولت افغانستان به غنیمت گرفته یا از متحدین غربی خود دریافت کرده بودند. بسیاری از آن‌ها هم از زرادخانه‌های اسرائیل به افغانستان آمده بودند. اسرائیلی‌ها حجم عظیمی از جنگ‌افزارهای ساخت شوروی را در جنگ‌های خود با کشورهای عربیِ متحد شوروی به غنیمت گرفته بودند و به آن‌ها احتیاجی نداشتند. البته توانایی‌های محدود این موشک‌ها، عمر بسیار و شرایط نگهداری نامطلوب آن‌ها و همین‌طور آموزش‌های ناکافی مجاهدین باعث شده بود تا کارایی چندانی نداشته باشند. افغان‌ها حتی از آرپی‌جی-۷، راکت‌اندازی که در اصل به‌عنوان یک سلاح ضدتانک ساخته شده بود، هم برای حمله به میل-۲۴ها استفاده کردند که در مواردی موفق هم بود. البته با توجه به برد محدود و دقت ضعیف آرپی‌جی-۷ تلاش برای سرنگونی یک بالگرد با استفاده از آن، خطرناک بود.
سال ۱۹۸۶ بود که آمریکایی‌ها موشک‌های گرمایابِ دوش‌پرتاب استینگر را در اختیار مجاهدین گذاشتند. استینگر قابلیت‌های بسیار بالاتری نسبت به سلاح‌های قدیمی داشت و ورود آن به صحنهٔ جنگ به تضعیف روحیهٔ شوروی‌ها و متحدین افغان آن‌ها و تقویت روحیه گروه‌های ضد شوروی منجر شد و نوعی قدرت بازدارندگی را برای مجاهدین در مقابل نیروی هوایی دشمن ایجاد کرد. شیوهٔ کار استینگر این‌گونه بود که بر روی امواج فروسرخی که از هواگردها به‌ویژه خروجی موتور آن‌ها برمی‌خاست قفل می‌شد و برخلاف سام-۷ و ردآی فریب پادکارهای معمول خلبان‌ها مثل پرتاب شعله‌های منحرف‌کننده را نمی‌خورد. البته روس‌ها هم بی‌کار ننشستند و با نصب سامانه‌های هشداردهندهٔ موشک و پادکارهای پیشرفته‌تر بر روی بالگردهای میل-۲، میل-۸ و میل-۲۴ شانس خلبان‌ها را برای فرار از استینگر افزایش دادند. پخش‌کننده‌های گرما هم به خروجی موتور میل-۲۴ها اضافه شد تا اثر گرمایی بالگرد کاهش پیدا کند. تمهیدات تاکتیکی و تغییراتی در نظریه‌های جنگی هم برای مقابله با این موشک‌ها اتخاذ شد که تأثیرگذاری آن‌ها را کاهش داد اما به‌کلی از بین نبرد.
استینگرها فقط برای بالگردها خطرناک نبودند بلکه هواپیماها هم همواره در خطر حملهٔ این موشک‌های کوچک و دقیق قرار داشتند. شوروی‌ها از میل-۲۴ها برای حفاظت از جت‌های ترابری خود که به کابل می‌رفتند یا از آن برمی‌گشتند، در مقابل حملهٔ استینگرها استفاده می‌کردند. در این مأموریت‌ها میل-۲۴ها خود را به خطر انداخته و با خود فریب‌دهنده‌های گرمایی را حمل می‌کردند تا موشک‌های گرمایاب مجاهدین را کور کنند. منابع روسی در مجموع، از دست رفتن ۷۴ بالگرد را در طول جنگ افغانستان تأیید کرده‌اند که از این شمار، ۲۷ فروند با استینگر و ۲ فروند با ردآی، موشک قدیمی‌تر آمریکایی سرنگون شدند.
پس از خروج شوروی از افغانستان و سقوط حکومت طرفدار شورویِ این کشور، شماری از بالگردهای میل-۲۴ به دست گروه‌های مختلف افغان افتاده و شماری از آن‌ها در طول جنگ داخلی طولانی این کشور به پرواز درآمدند. خلبان‌های افغانی که به پاکستان پناهنده می‌شدند هم شماری از آن‌ها را به این کشور برده و این‌گونه چندین بالگرد میل-۲۴ به دست آمریکایی‌ها افتاد.
ناوگان میل-۲۴های ارتش افغانستان، مثل تقریباً تمامی هواگردهای دیگر این ارتش، در دوران طالبان به تدریج از کار افتاد، اما شمار کمی که در اختیار نیروهای ائتلاف شمال بود، با توجه به دسترسی آن‌ها به قطعات یدکی و کمک‌های روسیه، عملیاتی باقی ماند. نیروی هوایی افغانستان پس از سقوط حکومت طالبان به بالگردهای روسی وفادار ماند و ۶ فروند بالگرد میل-۲۴وی را از جمهوری چک هدیه گرفت که با بودجهٔ ناتو بهینه‌سازی شدند. این ۶ فروند اکنون به همراه ۴۰ فروند بالگرد هم‌خانوادهٔ میل-۸ که عمدتاً بالگردهای دست دوم ارتش روسیه هستند و ۶ فروند بالگرد سبک آمریکایی ام‌دی ۵۳۰ ناوگان بالگردی نیروی هوایی افغانستان را تشکیل می‌دهند.

## مشخصات

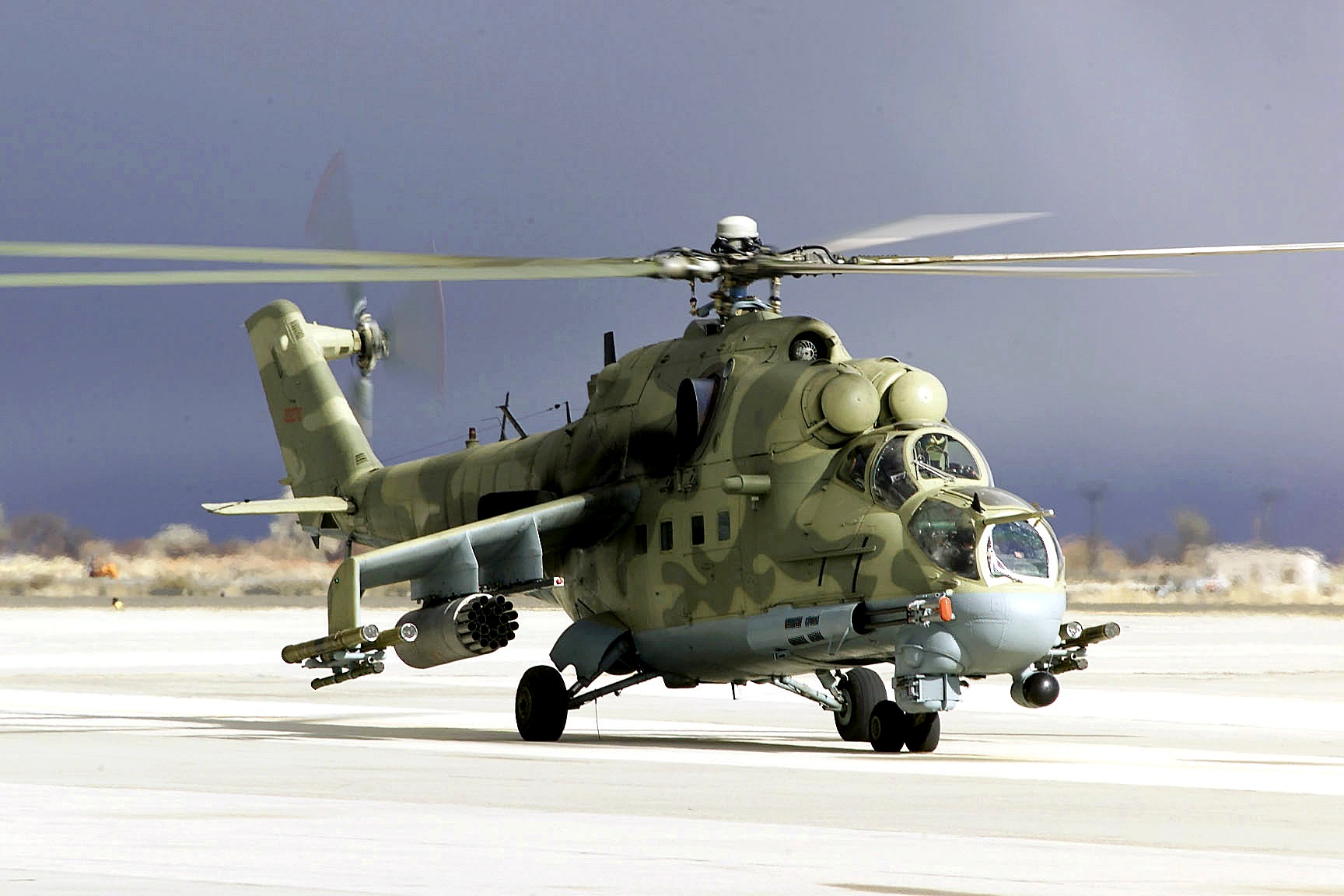
یک فروند میل-۲۴ که در اختیار مرکز آزمایش و سنجش ارتش آمریکاست.

### مشخصات فنی
- خدمه: دونفر؛ یک نفر خلبان و یک نفر مسئول رزم.[۴]
- گنجایش: ۸ نفر سرباز با وسایل یا ۴ تخت برای زخمیان یا حمل بار در داخل کابین به وزن ۱۵۰۰ تا ۲۴۰۰ کیلوگرم یا نصب ۲۰۰ کیلوگرم مهمات در روی مقرهای خارجی؛
- قطر ملخ اصلی: ۱۷٫۳ متر؛
- قطر ملخ دم: ۳٫۹۱ متر؛
- درازا: ۱۵/۱۷ متر؛
- بلندا: ۵/۶ متر؛
- وزن خالص: ۸۲۰۰ کیلوگرم؛
- وزن بارگیری شده: ۱۱۲۰۰ کیلوگرم؛
- حجم باک سوخت داخلی: ۱۵۰۰ لیتر؛
- پیشرانه: دو موتور توربوشفت مدل TBZ-117 ساخت کارخانه ساخت موتور هواپیمای کلیموف هر یک به قدرت ۲۲۲۰ اسب بخار.

### مشخصات پروازی

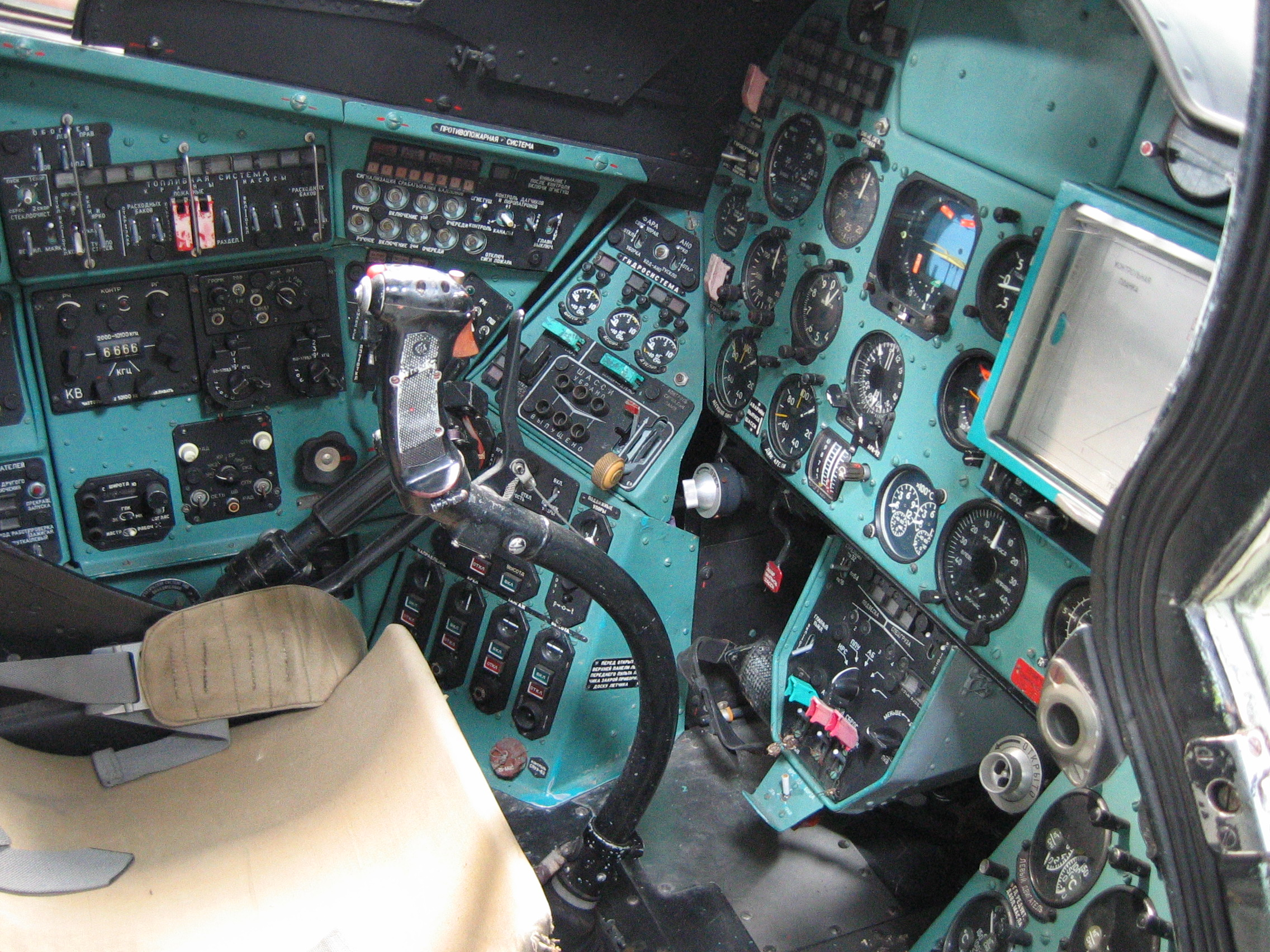
کابین خلبان میل-۲۴دی ارتش آلمان شرقی

- بیشینه سرعت پرواز: ۳۲۵ کیلومتر بر ساعت؛
- بیشینه سرعت اوج‌گیری: ۴/۱۲ متر بر ثانیه؛
- برد: ۱۰۰۰ کیلومتر؛
- برد مفید: ۵۹۵ کیلومتر؛
- سقف پرواز خدماتی: ۲۰۰۰ متر؛
- بیشینه سقف پرواز: ۴۵۰۰ متر؛
- بیشینه وزن برخاست: ۱۲۰۰۰ کیلوگرم.

### مهمات و جنگ‌افزار
سلاح‌های داخلی
- یک دستگاه توپ مسلسل دولول ۳۰ میلی‌متری GSh-30K با ۷۵۰ فشنگ؛ (در برجک گردان)
- یک دستگاه توپ مسلسل دولول ۲۳ میلی‌متری GSh-23L با ۴۵۰ فشنگ؛ (قابل برداشت)
- یک قبضه تیربار گاتلینگ ۱۲٫۷ م‌م چهارلول یاک-بی با ۱۴۷۰ فشنگ؛ (قابل برداشت)
- یک یا دو قبضه تیربار ۷٫۶۲ م‌م پی‌کا بر روی پنجره‌های قسمت حمل مسافر (قابل نصب به صورت انتخابی)
- قابلیت نصب دو نارنجک‌انداز اتوماتیک ۳۰ میلی‌متری (قابل نصب به‌صورت انتخابی)؛

سلاح‌های خارجی

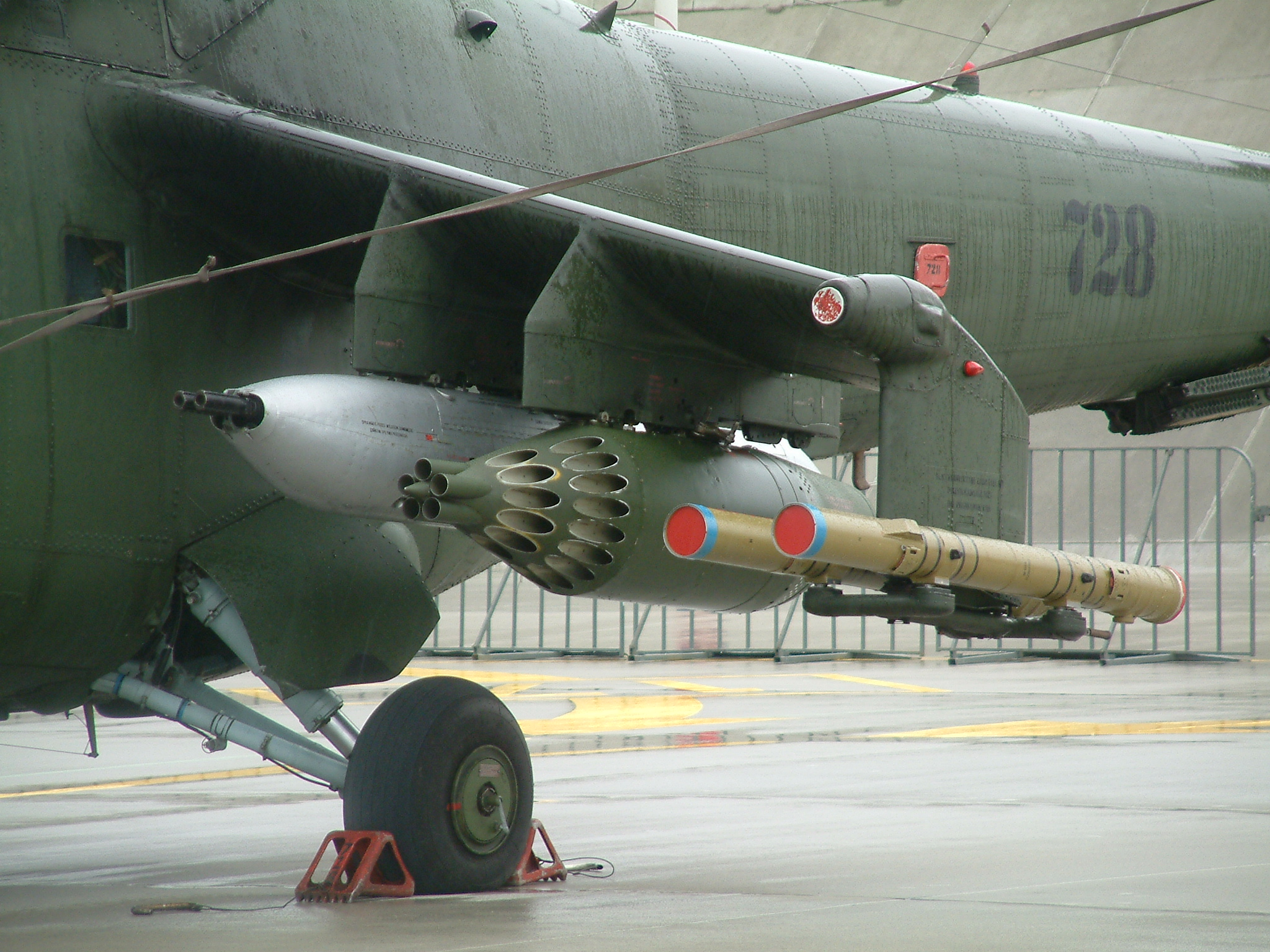
ترکیب سلاح‌های روی بالچهٔ یک میل-۲۴ لهستانی: غلاف تیربار دولول ۲۳ م‌م، پرتابگر راکت‌های ۸۰ م‌م (وسط) و دو موشک اشتورم

- قابلیت حمل حداکثر ۱۵۰۰ کیلو بمب و راکت و موشک
- جایگاه‌های خارجی حمل جنگ‌افزار تا ۲۵۰ کیلو بمب و راکت و موشک
- جایگاه‌های داخلی حمل جنگ‌افزار حداقل ۵۰۰ کیلو ظرفیت حمل بمب و راکت و موشک
- جایگاه‌های نوک بال‌چه فقط برای حمل موشک‌های ضدتانک استفاده می‌شوند؛ موشک ای‌تی-۲ (۹ام۱۷ فالانگا) در مدل‌های میل-۲۴ آ و دی و موشک ۹کی۱۱۴ اشتورم با برد ۶ هزار متر در مدل‌های میل-۲۴وی و اف
- بمب‌های حداکثر ۵۰۰ کیلویی از انواع مختلف از جمله بمب‌های چندمنظوره، ناپالم و دودزا در مخزن‌های خارجی؛
- غلاف‌های پخش‌کننده بمب خوشه‌ای و مین

جنگ‌افزارهای استاندارد میل-۲۴های نسل اول (میل-۲۴دی)
- غلاف تیربار جی‌یووی-۸۷۰۰ که از یک تیربار گاتلینگ ۱۲٫۷ م‌م چهارلول یاک-بی + دو مسلسل چهارلول ۷٫۶۲ م‌م GShG-7 یا یک نارنجک‌انداز اتوماتیک ۳۰ میلی‌متری ای‌جی‌اس-۱۷ تشکیل می‌شود. (تیربارهای چهارلول گاتلینگ ۱۲٫۷ و ۷٫۶۲ م‌م اختصاصاً برای استفاده بالگردهای میل-۲۴ طراحی شدند)
- پرتابگرهای راکت هوابه‌سطح ۵۵ میلی‌متری اس-۵ (دو پرتابگر حداکثر ۳۲ راکتی در دو طرف)
- راکت هوابه‌سطح ۲۴۰ م‌م اس-۲۴
- دو موشک ضد تانک ای‌تی-۲ (۹ام۱۷ فالانگا) در نوک بالچه‌های دو طرف

جنگ‌افزارهای استاندارد میل-۲۴های نسل دوم (میل-۲۴وی، پی و بالگردهای ارتقایافته نسل اول)
- غلاف تیربار یوپی‌کی-۲۳–۲۵۰ با یک توپ مسلسل دولول ۲۳ میلی‌متری GSh-23L
- پرتابگرهای راکت هوابه‌سطح ۸۰ میلی‌متری اس-۸
- دو جفت موشک ضدتانک ۹کی۱۱۴ اشتورم (ای‌تی-۶ اسپیرال) در نوک بالچه‌های دو طرف

## کاربران
افغانستان
- قوای هوائی افغانستان

 الجزایر
 آنگولا
 ارمنستان
 جمهوری آذربایجان
 بلاروس
 برزیل
 بلغارستان
 بوروندی
 بورکینافاسو
 چاد
 جمهوری کنگو
 جمهوری دموکراتیک کنگو
 کوبا
 قبرس
 جمهوری چک
 جیبوتی
 گینه استوایی
 اریتره
 اتیوپی
 گرجستان
 گینه
 مجارستان
 هند
 اندونزی
 عراق
 قزاقستان
 قرقیزستان
 لیبی
 مقدونیه شمالی
 مالی
 مغولستان
 نیکاراگوئه
 موزامبیک
 میانمار
 نامیبیا
 نیجر
 نیجریه
 کره شمالی
 پاکستان
 پرو
 لهستان
 روسیه
 صربستان
 رواندا
 سنگال
 سیرالئون
 سری‌لانکا
 سودان
 سوریه
 تاجیکستان
 ترکمنستان
 اوگاندا
 اوکراین
 ایالات متحده آمریکا

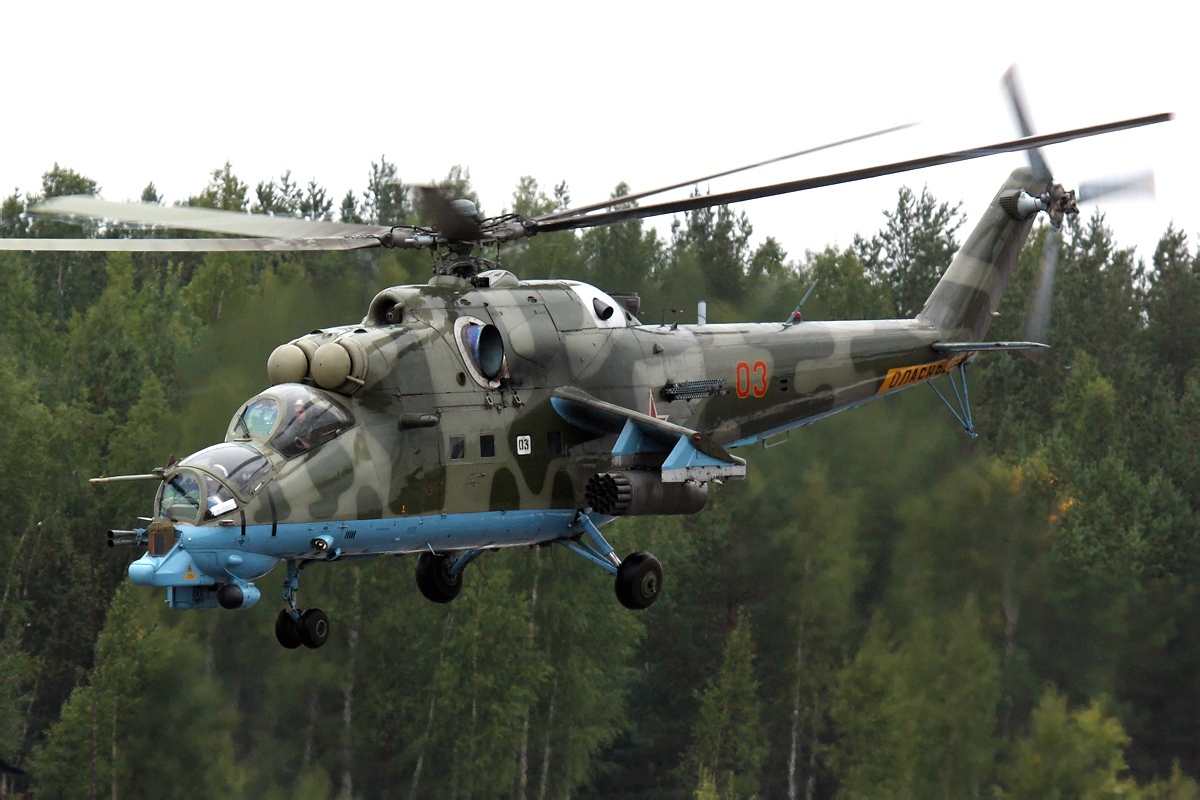
میل-۲۴ پی‌ان نیروی هوایی روسیه

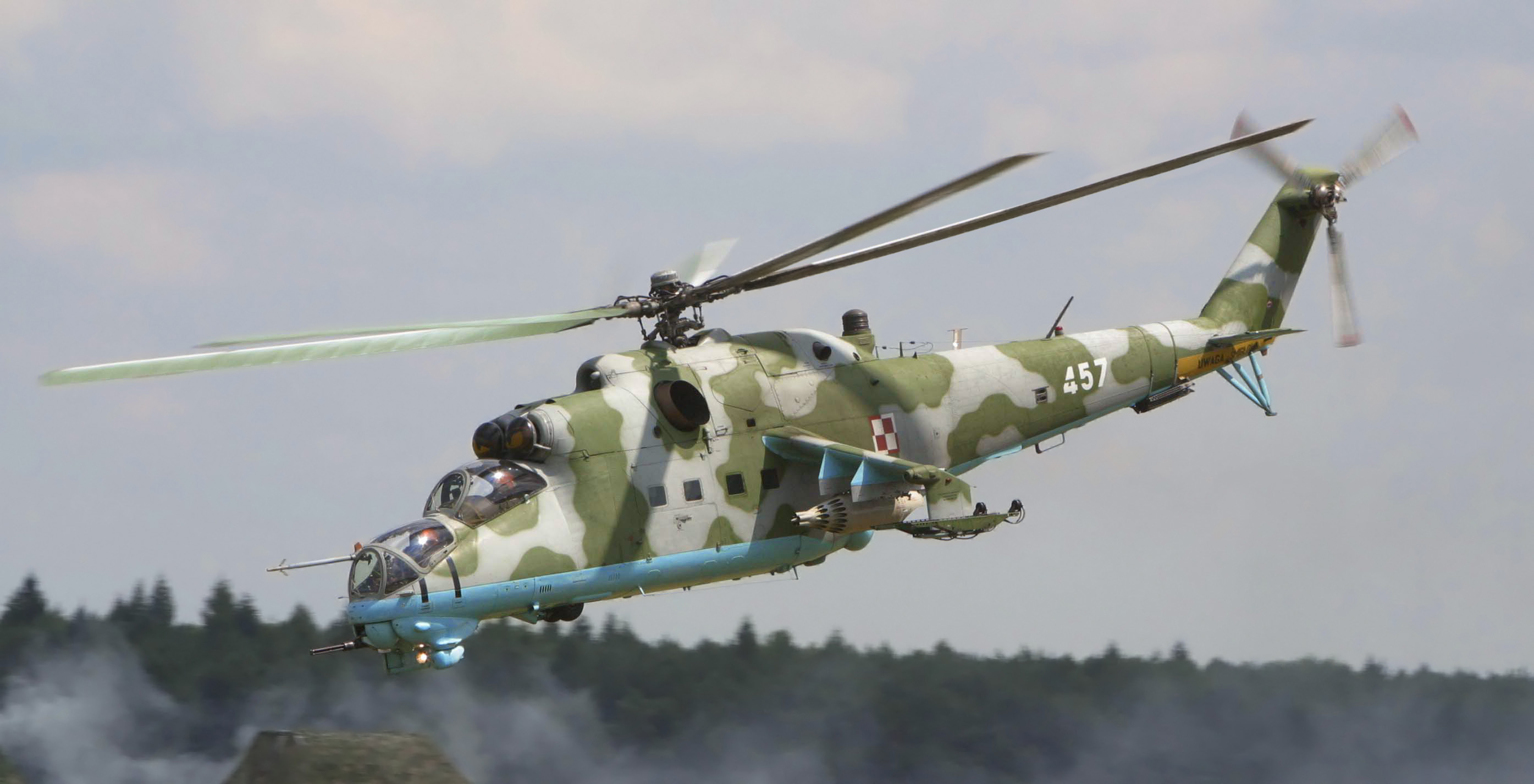
میل-۲۴دی لهستانی

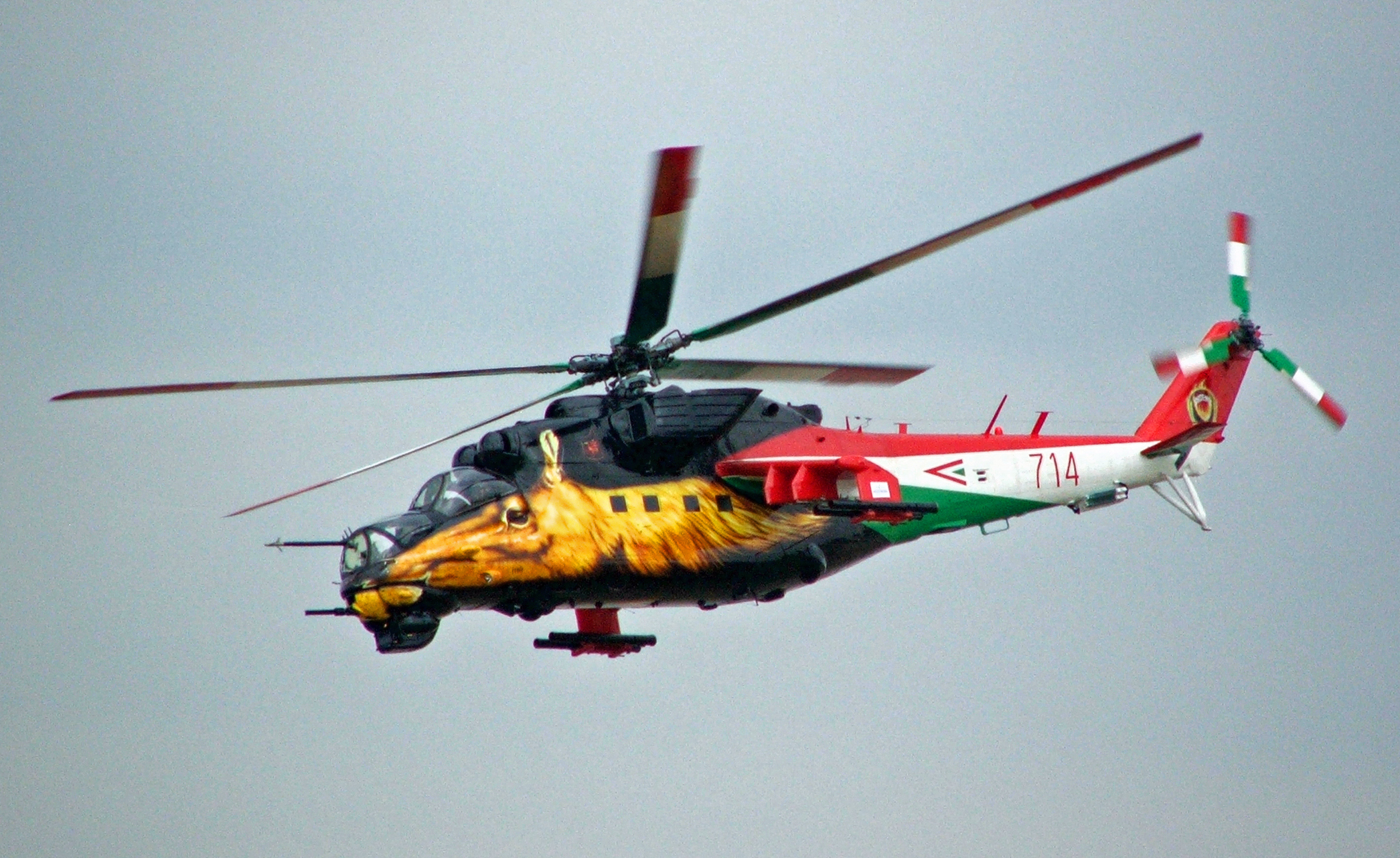
میل-۲۴ مجارستان در یک نمایش هوایی

میل-۳۵ «اکبر» نیروی هوایی هند

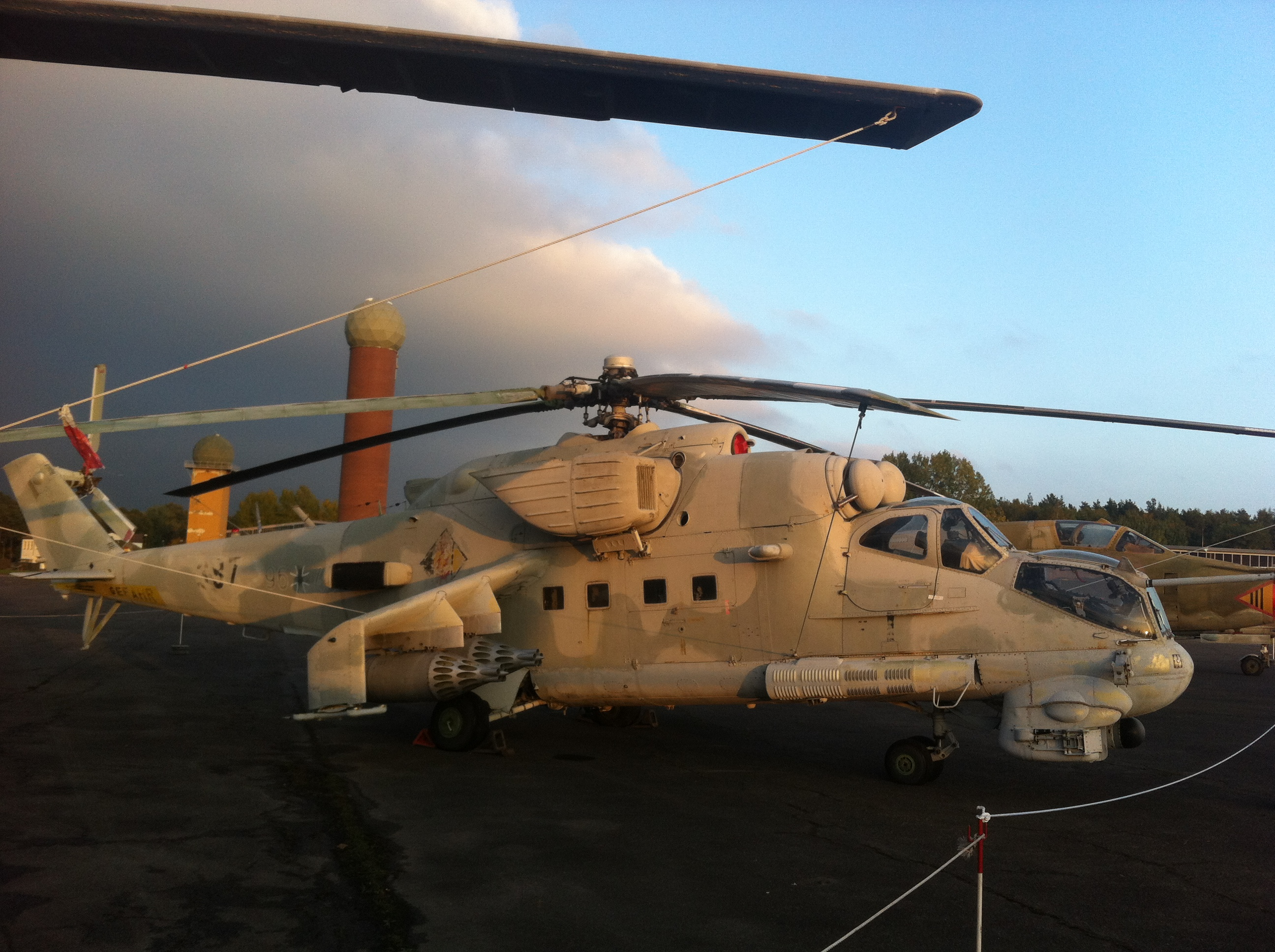
میل-۲۴ پی آلمان

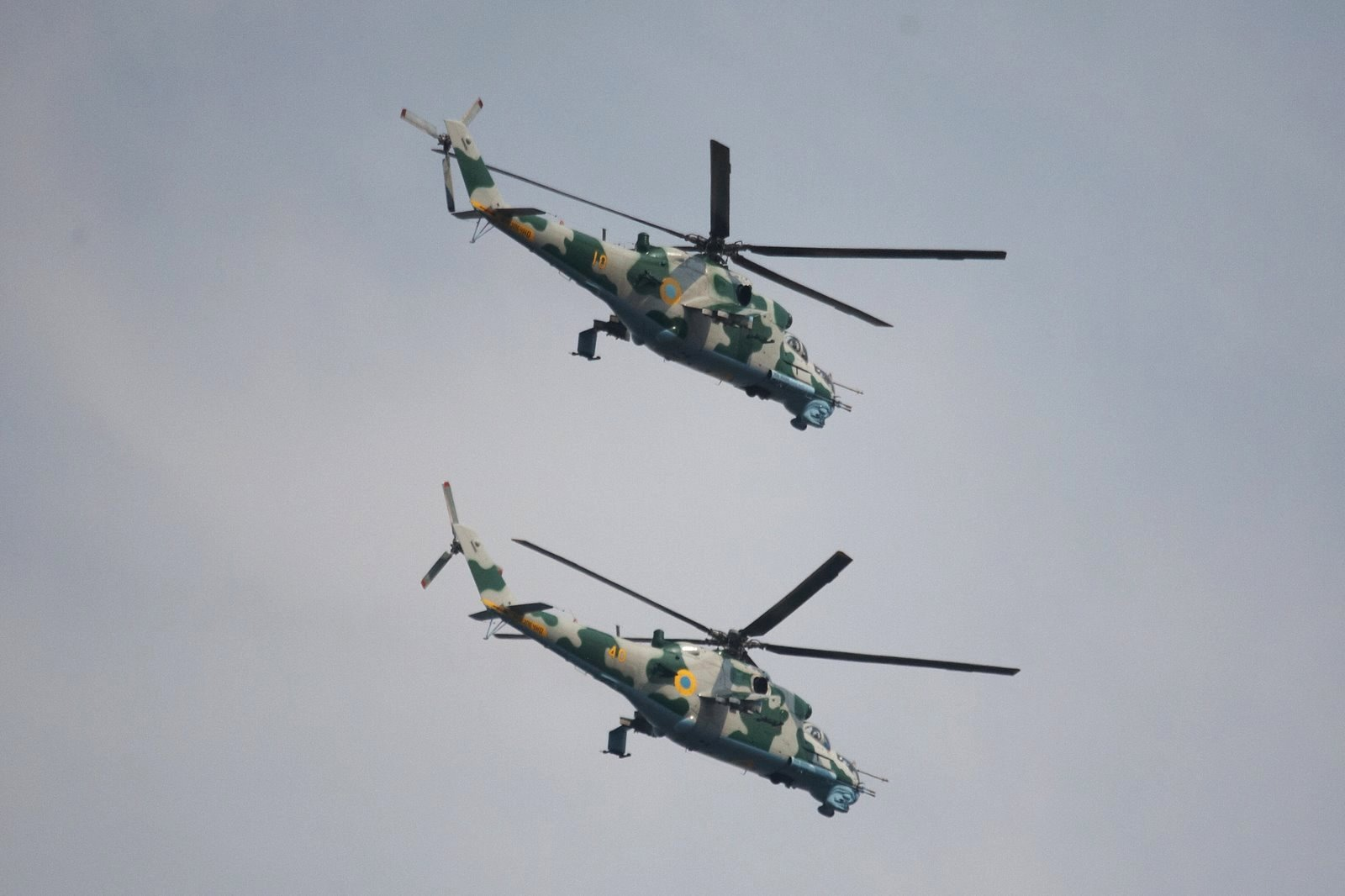
میل-۲۴های اوکراینی

- موزهٔ هوایی جنگ سرد در دالاسِ تگزاس دو فروند میل-۲۴ را فعال نگه داشته‌است.[۱۱]
- نیروی زمینی ارتش آمریکا (برای آزمایش و ارزیابی)

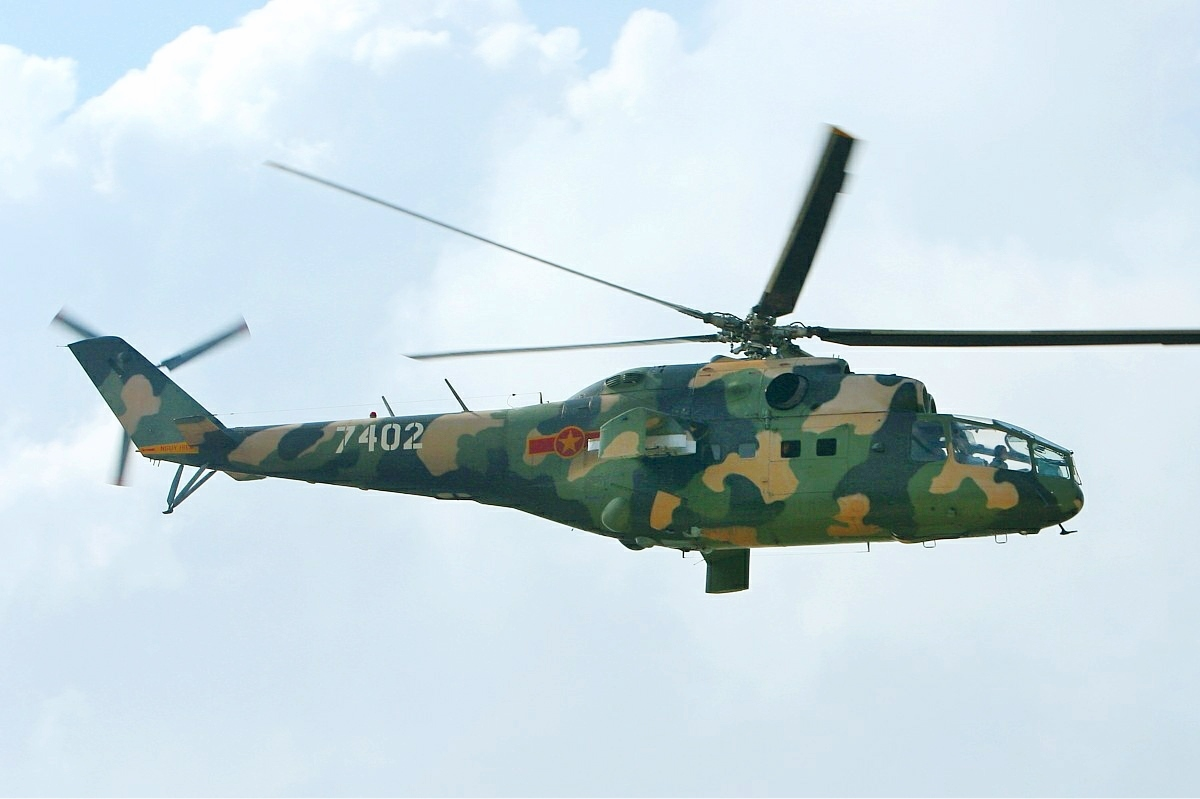
میل-۲۴ نیروی هوایی ویتنام

 ازبکستان
 ونزوئلا
 ویتنام
 یمن
 زیمبابوه

### کاربران سابق
کرواسی
 چکسلواکی
 آلمان شرقی
 آلمان
 نیکاراگوئه
 اسلواکی
 اتحاد جماهیر شوروی